# استان خودمختار کوزوو و متوهیا
استان خودمختار کوزوو و متوهیا، شامل قلمرو کوزوو در داخل جمهوری صربستان می‌شود. پس از اعلام استقلال کوزوو از صربستان در ۱۸ فوریه ۲۰۰۸، برخی از کشورها از جمله آمریکا، آلمان و بریتانیا، استقلال کوزوو را به رسمیت شناخته و برخی دیگر مانند روسیه، یونان و صربستان از به رسمیت شناختن کوزوو مستقل خودداری کردند. صربستان، امروزه هنوز کوزوو را با عنوان استان خودمختار کوزوو و متوهیا، بخشی از قلمرو خود به حساب می‌آورد.
این استان، در سال ۱۹۹۰ و پس از انقلاب ضدبوروکراتیک اسلوبودان میلوسویچ و در جهت کاهش اختیارات و قدرت استان خودمختار سوسیالیستی کوزوو به وضعیت قبل از سال ۱۹۷۴ تشکیل شد. در آغاز، این استان، یک بخش خودمختار از جمهوری سوسیالیستی صربستان در یوگسلاوی سوسیالیستی بزرگ بود، ولی پس از فروپاشی یوگسلاوی، به یک بخش خودمختار از جمهوری صربستان در کشور جدید و کوچک‌تر جمهوری فدرال یوگسلاوی تبدیل شد.
پس از آنکه در سال ۱۹۹۲، جمهوری فدرال یوگسلاوی با اتحاد صربستان و مونته‌نگرو شکل گرفت، کوزوو، توسط اکثریت آلبانیایی‌تبار آن و همچنین کشور آلبانی، یک کشور مستقل با نام جمهوری کوزوو شناخته می‌شد. پس از سال ۱۹۹۹، صربستان دیگر کنترل دوفاکتو خود را بر روی این ناحیه به‌کار نبرد و در سال ۲۰۰۸، جمهوری کوزوو، به صورت یک‌جانبه اعلام استقلال کرد. بیشتر کشورهای جهان، هنوز کوزوو را به عنوان یک کشور مستقل به رسمیت نشناخته‌اند و صربستان هنوز شعب اداری مربوط به این استان خودمختار را دایر نگه داشته‌است.